# Mailborn
Der Mailborn ist ein knapp ein Kilometer langer, orographisch rechter und geografisch nordwestlicher Zufluss des Sulzbachs auf dem Gebiet der Gemarkung Bad Soden im hessischen Main-Taunus-Kreis.

## Geographie

### Verlauf
Der Mailborn entspringt auf einer Höhe von etwa 200 m ü. NHN am Königsteiner Taunusfuß in der Flur Mailbornswiesen am Rande eines kleinen Mischwalds etwa 1,2 km westlich des Kelkheimer Stadtteils Hornau und ungefähr 0,8 km nordwestlich der Kurstadt Bad Soden. Knapp 1 km westlich seiner Quelle entspringt der Schmiehbach und fast 800 m nordnordwestlich der Kahlbach. 
Er fließt zunächst in ostsüdöstlicher Richtung durch eine Streuobstwiese, dann durch dichtes Gehölz und bildet danach den kleinen Dickroth-Teich. Südlich davon liegt die große Dickroth-Streuobstwiese. Das Bächlein zieht weiter durch den Mischwald und dann durch eine Streuobstwiese. 
Es wechselt nun nach Südsüdosten, unterquert noch die Kelkheimer Straße und mündet schließlich auf einer Höhe von ungefähr 165 m ü. NHN am westlichen Rande von Bad Soden von rechts in den Sulzbach.
Sein etwa 900 m langer Lauf endet circa 35 Höhenmeter unterhalb seiner Quelle, er hat somit ein mittleres Sohlgefälle von 39 ‰.

### Einzugsgebiet
Das Einzugsgebiet des Mailborns liegt im Vortaunus und wird von ihm über den Sulzbach, die Nidda, den Main und den Rhein zur Nordsee entwässert.
Es grenzt
- im Norden an das des Kahlbachs, der in den Sulzbach mündet und
- im Süden und Westen an das des Schmiehbachs, der über den  Liederbach in den Main entwässert.

### Flusssystem Nidda
- Fließgewässer im Flusssystem Nidda